# 秋晴れスタンド
秋晴れスタンド（あきばれスタンド、2017年1月結成）は、 おこく（国分 翔悟）と、ゆーと（鈴木 裕仁）による日本の2人組動画クリエイターである。主な活動場所はTikTokである。キャッチコピーは「心で笑え」。

## 経歴
高校2年生の時、別々の高校に通っていた2人は共通の知人を介して知り合う。元々お笑いが好きだったゆーとは、当時その友人とコンビを組んでいた。お笑いは趣味で楽しんでいたが、ハイスクールマンザイや各芸能事務所のオーディションに参加。しかしその当時、定まった相方はおらず、出演の度に相方を変えていた。その後、美容の専門学校に進学し、美容師になる。
一方おこくは、小学生の頃「ブタがいた教室」という映画のオーディションに参加する。合格には至らなかったが、映画にはエキストラで参加することになる。そこで俳優の演技を目の当たりにし、「自分ではない人に成り、人に感動を与えられる」ということに感銘を受け、俳優を志した。日々オーディションやワークショップを受けていたが、なかなか芽が出ず大学進学のタイミングで夢を諦め、外国語の学校に行き帝国ホテルに勤めた。
2016年、徐々に動画配信のSNSが普及される。おこくはそこに目をつけ、「これなら自分ではない誰かを演じ、たくさんの人に感動や勇気を与えられる」とMixChannelで動画配信を始める。
2017年1月1日おこくは、ゆーとと行った初詣の帰り道で、一緒に動画を載せて見ないかと提案し、初めて2人で載せた動画が100万回再生される。そこでコンビを組むことを決意、結成となる。しかしその後MixChannelは徐々にライブ配信アプリへと移行されていき、動画コンテンツのプラットフォームを失う。
2018年ゆーとは美容院を退職し新しい職場に、おこくはMixChannel上で開かれていたオーディションに参加、見事合格し帝国ホテルを退社。海外でデビューするダンスボーカルグループ「NO NAME」でレッスンを始めることになる(2020年 コロナで解散)。それぞれの道を進む。
2018年秋、秋晴れスタンドはTikTokと出会い、動画投稿を再開する。当時は2人組のTik Tokerは珍しく、ダンスやリップシンクコンテンツ以外の動画は、見られることが少なかった。以前載せていたコンテンツは伸びず、TikTokに合うようなコンテンツを模索し始める。
2019年「自動販売機の中の人」というコンテンツを載せると、270万回再生された。その後は「中の人シリーズ」を量産し、秋晴れスタンドの持ちネタとなった。2022年現在の総再生回数は1億回を超えている。M-1グランプリにも出演。
2020年2月にフォロワーが20万人を達成。その後おこくが「PRODUCE101 JAPAN SEASON2」のオーディション参加の為、一時活動休止。
2021年4月より投稿頻度を大幅に下げ、活動再開。2022年6月より本格始動予定と公式Twitterで発信している。

## コンビ名
- コンビ名は、2人で同時に出し合った言葉を組み合わせて名付けた。後付けで、少し寂しさを感じる秋の風が吹き、誰かを思いたくなった時、そこに立って支えになるのは自分達でありたいという思いを付けた。
- 何回か出し合い、しっくりくるものを探した。中には（起立アイスティー・特盛ロースト・コンクリートランド）などがあった。

## メンバー

### おこく
- 血液型はO型。
- 趣味はウクレレ、ギター、カラオケ、動画編集。
- 好きな音楽のジャンルは邦楽ロック。好きなアーティストはback number。
- 主にTikTokの編集・分析・管理・ネタだしを担当している。
- 現在はFumiyaと共同で会社を設立し、副社長に就任している。

### ゆーと
- 血液型はB型。
- 趣味は漫画、ベース、ゲーム、漫才ネタ作り。
- 好きな食べ物はささみと鶏むね肉。
- 主にTikTokの管理・ネタだし・オチ決めを担当している。
- M-1グランプリなどの漫才のネタ作り担当。

## PR
- BULK HOMME（2019年11月29日）
- ピザーラ/dデリバリー（2020年1月17日）
- OTOKOKAKUMEI（2020年6月19日）
- ポールマッカートニーリリースPR（2020年12月12日）